# Need for Speed Payback
Need for Speed Payback là một trò chơi điện tử đua xe thế giới mở và là phần thứ 23 thuộc dòng game sê-ri đua xe Need for Speed, được phát triển bởi Ghost Games (Nay là EA Gothenburg) và phát hành bởi Electronic Arts. Trò chơi phát hành toàn cầu vào ngày 10 tháng 11 năm 2017 dành cho các nền tảng PS4, Xbox One và Microsoft Windows.
Trò chơi này hoàn toàn loại bỏ một số hệ thống và các cách chơi cũ từ Need for Speed (2015), thay vào đó trò chơi cung cấp thời gian đua Ngày - Đêm (24 giờ), đua các loại xe địa hình và cho phép chơi đơn Offline. Đây là lần đầu tiên Need for Speed cung cấp 3 nhân vật chính trong cốt truyện trò chơi (lấy cảm hứng từ Grand Theft Auto V)
Need for Speed Payback bao gồm 81 siêu xe (tính cả các xe hơi phiên bản DLC và từ Need for Speed 2015) như Aston Martin, Mini, Audi, Koenigsegg, Land Rover,... Tuy nhiên, Payback không có các xe thuộc hãng Toyota hoặc Ferrari vì lí do nhượng quyền.
Payback lấy bối cảnh thành phố chủ đề sòng bạc Fortune Valley (dựa theo thành phố Las Vegas, Nevada). Người chơi nhập vai 3 nhân vật tên là Tyler Morgan, Sean McAlister và Jessica Miller thuộc một đội đua xe tại Silver Rock cùng với sự trợ giúp từ thợ máy Ravindra "Rav" Chaudhry và tay chơi Marcus "The Gambler" Weir nhằm đối đầu Lina Navarro, thành viên đội đua đã phản bội Tyler và làm việc cho The House, một tổ chức tội phạm điều hành thành phố đầy cảnh sát bẩn bị mua chuộc và nắm quyền bởi The Collectors.

## Gameplay
Need for Speed Payback là một game đua xe lấy bối cảnh thế giới mở của Fortune Valley; một phiên bản hư cấu của Las Vegas, Nevada. Nó tập trung vào "lái xe hành động" và có ba nhân vật có thể chơi được (mỗi nhân vật có các kỹ năng khác nhau) làm việc cùng nhau để tạo ra các bộ phim hành động như các cảnh. Trái ngược với trò chơi trước, nó cũng có chu kỳ ngày đêm 24 giờ.  Không giống như khởi động lại Need for Speed 2015, Payback bao gồm chế độ chơi đơn ngoại tuyến.
Need for Speed: Payback có tổng cộng 74 xe, với nội dung có thể tải xuống. Toyota, Scion và Ferrari không có trong trò chơi do vấn đề cấp phép. Tuy nhiên, Subaru BRZ xuất hiện trong trò chơi.  Aston Martin, Audi, Buick, Jaguar, Koenigsegg, Land Rover, Mercury, Mini, Pagani và Plymouth trở lại sau khi vắng mặt trong phiên bản 2015, trong khi Alfa Romeo, Infiniti,Mini và Pontiac đã được thêm vào thông qua nội dung có thể tải xuống.

## Cốt truyện
Tyler "Ty" Morgan (Jack Derges), Sean "Mac" McAlister (David Ajala) và Jessica "Jess" Miller (Jessica Madsen) là một thành viên của một phi hành đoàn ở Silver Rock, Fortune Valley cùng với người bạn và thợ máy của họ, Ravindra "Rav "Chaudhry (Ramon Tikaram). Sau một cuộc đua thân thiện giữa họ, người quen và người sửa chữa thời thơ ấu của Tyler Lina Navarro (Dominique Tipper) đến, với một công việc cho họ: đánh cắp một Koenigsegg Regera quý giáthuộc về Marcus "The Gambler" Weir với một số công nghệ cao cấp bên trong. Tyler, đóng giả làm tài xế thử nghiệm, đánh cắp thành công chiếc xe và trốn tránh cảnh sát. Tuy nhiên, khi đến điểm rơi, anh ta thấy Rav bị đánh gục. Lina xuất hiện, tiết lộ rằng cô đã thiết lập Tyler và phi hành đoàn của anh ta để té ngã chiếc xe bị đánh cắp và cô lái xe đi, để lại cho họ sự thương xót của lực lượng cảnh sát sắp tới. Tyler dẫn cảnh sát rời khỏi phi hành đoàn của mình và chạy vào The Gambler, người yêu cầu trả lại xe cho anh ta. Khi biết rằng Lina đã phản bội cả hai, Weir tức giận và quyết định để Tyler bị bắt, nhưng anh ta đã thay đổi ý định và yêu cầu anh ta đi cùng để anh ta có thể được bảo vệ khỏi bị bắt.
Sáu tháng sau, Tyler đang làm việc như một người phục vụ cho Weir. Khi anh ta giao xe đến sòng bạc của mình, Tyler phát hiện Lina đe dọa Weir giao lại sòng bạc cho The House, một băng đảng kiểm soát thế giới ngầm của Fortune Valley. Tyler cân nhắc việc theo đuổi cô, nhưng Weir khuyên anh nên tạm biệt thời gian của mình. Thất vọng vì thiếu tiến bộ, anh quyết định đưa vấn đề vào tay mình. Liên lạc với The House với tư cách là một tay đua, anh tham gia một cuộc đua và giành chiến thắng, mặc dù Lina đã gian lận cuộc đua vì lợi nhuận. Lina cố gắng đưa anh ta ra ngoài, nhưng không thành công.
Weir đề xuất Tyler một cách để hạ bệ The House và Lina cùng với nó. Tyler sẽ tham gia và giành chiến thắng "The Outlaw's Rush", một sự kiện đua xe đường phố lớn có các tay đua hàng đầu quốc gia tham gia, mà The House dự định sẽ tự khắc phục cho mục đích của mình. Lúc đầu Tyler từ chối, nhưng khi ngôi nhà của anh bị Lina thổi bay như một lời cảnh báo, anh quyết định chấp nhận lời đề nghị của Weir và đưa đoàn của anh trở lại với nhau.
Kể từ khi nhiệm vụ thất bại, Mac đã chạm đáy đá và đồng ý dạy cho người nổi tiếng trên Internet "HashTiger" cách trôi dạt. Rav đã quyết định trở thành một thợ cơ khí hợp pháp, và chính cô ấy, kể từ khi làm việc, giờ đây cô ấy hoạt động như một tài xế chạy trốn cho tên tội phạm Silver Rock. Tuy nhiên, họ đồng ý gặp và nghe kế hoạch của Tyler về việc đánh sập Nhà.
Để tham gia Rush của The Outlaw, Tyler và Mac phải tham gia các giải đấu đường phố ở Fortune Valley để được chấp nhận vào cuộc đua. Trong khi đó, Jess thực hiện một số hộ tống và chuyển phát nhanh trong Nhà cho một người phụ nữ chỉ được biết đến là Người môi giới. Tyler tiếp tục và chiến thắng trước La Catrina và giải đấu của cô, Graveyard Shift, trong khi Mac thách thức và chiến thắng trước Udo Roth và League 73 của anh. Sau đó, họ có cơ hội thực hiện một vụ trộm, lấy lại Koenigsegg của Weir và giao lại cho anh ta.
Tyler và Mac sau đó thách đấu hai giải đấu, Big Sister và liên minh của cô, Câu lạc bộ bạo loạn, và Người lính ngầm và liên minh của anh, Shift Lock. Jess phát hiện ra rằng Lina đang trả tiền cho cảnh sát và các tay đua để đấu thầu bất cứ khi nào cô ấy yêu cầu và biết rằng cô ấy và phi hành đoàn có mặt trong danh sách theo dõi của cảnh sát và Nhà. Cô cũng phát hiện ra rằng họ đang lên kế hoạch mang một thứ gì đó vào thành phố có tên Skyhammer và nó sẽ sớm hoạt động.
Sau đó, Tyler được La Catrina liên lạc để tái đấu, nhưng khi tới đó, anh cũng tìm thấy Mac và Jess ở đó, những người được gọi đến đó với những cái cớ khác nhau. Nhận ra họ đã được Navarro thiết lập, cả ba bị cảnh sát truy đuổi. Trong cuộc rượt đuổi, Skyhammer được tiết lộ là một killswitch EMP được đặt trên trực thăng truy đuổi, khi được kích hoạt, có khả năng làm chậm một chiếc xe hơi hoặc bất động nếu tập trung trong thời gian dài. Cả ba cố gắng hạ gục trực thăng và thoát khỏi cảnh sát.
Bị lưu đày một lần nữa bởi The House, Tyler và Mac tiếp tục hành trình tìm kiếm đồng minh chống lại The House bằng cách tham gia thêm ba giải đấu: The Silver Six, dẫn đầu bởi người bạn thời thơ ấu của Tyler "Gallo" Rivera, Noise Bomb, do Aki Kimura lãnh đạo (ban đầu từ Need for Speed: ProStreet) và Free Ember Militia, dẫn đầu bởi Faith Jones.
Jess, hiện đang ở trong Nhà, tiếp tục tập hợp thông tin của mình về các hoạt động của Nhà cho Người môi giới. Cô biết được hai chiếc xe mạ vàng, một chiếc Mercedes-Benz G-Class và Lamborghini Aventador, được trang bị công nghệ bất hợp pháp mà The Collector, người đứng đầu The House, đang trưng bày và lên kế hoạch đánh cắp chúng với Tyler và Mac. Tuy nhiên, Navarro và The Collector đã lường trước điều này và ném bom vào những chiếc xe hơi. Với cảnh sát đang truy lùng ráo riết, Mac, Tyler và Rav vận chuyển những chiếc xe ra khỏi thị trấn bằng một chiếc xe tải bán. Sau khi phá vỡ một số vật cản đường, Tyler và Rav đã tìm cách tháo bom và ném chúng vào những chiếc xe cảnh sát đang truy đuổi, đảm bảo cho họ trốn thoát.
Jess, trở lại bí mật, tìm hiểu thêm về các hoạt động của Nhà với sự giúp đỡ của Người lính ngầm, người sẽ chui xuống khi vỏ bọc của anh ta bị thổi bay. Tuy nhiên, Jess quản lý để lấy dữ liệu cho The Broker, nơi cô học được The Collector chỉ là một con tốt và của một thứ gọi là Arkwright. Trong khi đó, Tyler và Mac chạy đua với ba giải đấu cuối cùng: Khối kim cương của Mitko Vasilev, Công ty Hazard của Holtzman và Câu lạc bộ Một phần trăm của Natalia "SuperNova" Nova, tất cả đều thuộc biên chế của Nhà. Sau khi giành chiến thắng, Tyler và phi hành đoàn của mình biết rằng họ đã thành công trong The Outlaw's Rush.
Biết rằng Navarro sẽ làm bất cứ điều gì để đảm bảo rằng họ không giành chiến thắng, Rav trang bị cho những chiếc xe những biện pháp đối phó ngăn họ khỏi bị giết bởi những kẻ giết người, cũng đã được thiết lập trên một số xe cảnh sát. Tyler quyết định chạy cả đường đua và đường đua. Trong chặng đường, Navarro gửi các ông chủ giải đấu theo bảng lương của cô để ngăn chặn anh ta, nhưng tất cả đều thất bại. Trong chặng đường địa hình, Navarro phải gửi cảnh sát theo Tyler, nhưng tất cả các phi hành đoàn mà anh và Mac đã giành được khi các đồng minh can thiệp bằng cách tạo ra nhiều phiền nhiễu trên Thung lũng Fortune, để tiêu diệt cảnh sát, cũng như hạ gục các đơn vị Tyler.
Không còn lựa chọn nào khác, Navarro quyết định chạy đua với chính Tyler. Trong cuộc đua, The Collector gọi và đề nghị Tyler thay thế Navarro làm trung úy bằng cách thuyết phục anh ta thua cuộc đua, nhưng anh ta từ chối. Cuối cùng Tyler thắng Rush của The Outlaw cho Silver Rock. Sau đó Navarro lái xe đi và The Collector gọi cô ấy để nói rằng cô ấy đã hoàn thành công việc cho anh ta và cuối cùng bị bao vây bởi những tên côn đồ The Collector trong khi The Collector lái xe đi. Trò chơi kết thúc với việc phi hành đoàn quyết định đua nhau về nhà.
Trong một cảnh hậu tín dụng, ông Kobashi, một khách hàng mà Jess đã lái xe, gọi cho Weir và nói với anh ta rằng canh bạc của anh ta đã hoạt động, và The Collector đã kết thúc. Anh ta chào đón Weir đến Arkwright đã nói ở trên và Weir cúp máy, hài lòng.

## Đón nhận
Trò chơi nhận những lời đánh giá trái chiều từ khán giả và các nhà phê bình game.
Luke Reilly từ IGN đề cao EA đã sửa lại yếu tố cốt lõi game nhưng phê bình về các vấn đề của game (cốt truyện lỏng lẻo, xe khó điều khiển, thiếu chức năng xe cảnh sát tuần tra "free-roam cops" trên các đường phố, các nhiệm vụ bị cảnh sát rượt đuổi chỉ xảy ra ngắn hạn, thiếu chức năng hư hại xe thực tế, tính năng mua vật phẩm hộp "Lootbox" trong game,...)
PC World cho rằng game NFS Payback chứa nhiều tính năng dịch vụ giao dịch mua vật phẩm ảo bằng tiền thật, phê bình game thiếu camera nhìn từ bên trong ô tô, sự giới hạn độ phụ tùng cho các xe hơi và họ so sánh game không hay bằng game Forza Horizon. 